# Rhynchocyclus pacificus
Rhynchocyclus pacificus là một loài chim trong họ Tyrannidae.